# بخش کووت
بخش کووت (به لاتین: Cuvette Department) یک منطقهٔ مسکونی در جمهوری کنگو است که در جمهوری کنگو واقع شده‌است. بخش کووت ۴۸٬۲۵۰ کیلومتر مربع مساحت و ۱۵۶٬۰۴۴ نفر جمعیت دارد.